# The Open Championship 1978
Het Brits Open is het belangrijkste golftoernooi in Europa. De 107e editie werd gespeeld van woensdag 12 juli - zaterdag 15 juli 1978 op de Old Course van St Andrews Links in Schotland.
Dertien voormalige winnaars deden mee. Bob Charles (1963),  Jack Nicklaus (1966, 1970, 1978), Arnold Palmer (1961, 1962), Gary Player (1959, 1968, 1974), Peter Thomson (1954, 1955, 1956, 1958 en 1965), Lee Trevino (1971, 1972), Tom Watson (1975, 1977) en Tom Weiskopf (1973) haalden de cut. Roberto De Vicenzo (1967), Tony Jacklin (1969), Bobby Locke (1949, 1950, 1952 en 1957), Johnny Miller (1976) en Ken Nagle (1960) kwalificeerden zich niet voor het weekend.
Jack Nicklaus won het Open voor de derde en laatste keer, nadat hij in 1977 op de 2de plaats was geëindigd. Het was de derde keer dat hij de Career Grand Slam won.

Het was tevens de derde keer dat de 20-jarige Nick Faldo meedeed en de eerste keer dat hij in de top-10 eindigde. Hij won het Open in 1987, 1990 en 1992.

## Top-10
| Nr | Speler           | Score           | Score | Prijs (£) |
| -- | ---------------- | --------------- | ----- | --------- |
| 1  | Jack Nicklaus    | 71-72-69-69=281 | −7    | 12.500    |
| T2 | Raymond Floyd    | 69-75-71-68=283 | −5    | 7.255     |
| T2 | Tom Kite         | 72-69-62-70=283 | −5    | 7.255     |
| T2 | Ben Crenshaw     | 70-69-73-71=283 | −5    | 7.255     |
| T2 | Simon Owen       | 70-75-67-71=283 | −5    | 7.255     |
| 6  | Peter Oosterhuis | 72-70-69-73=284 | −4    | 4.960     |
| T7 | Bob Shearer      | 71-69-74-71=285 | −3    | 3.905     |
| T7 | Nick Faldo       | 71-72-70-72=285 | −3    | 3.905     |
| T7 | John Schroeder   | 74-69-70-72=285 | −3    | 3.905     |
| T7 | Isao Aoki        | 68-71-73-73=285 | −3    | 3.905     |

Vier amateurs qualificeerden zich voor het weekend: Peter McEvoy (+5, T39), Mike Miller (+6, T43), Allan Brodie (+7, T46) en Geoffrey Godwin (+10, T57).
Vanaf 1970:
1970 ·
1971 ·
1972 ·
1973 ·
1974 ·
1975 ·
1976 ·
1977 ·
1978 ·
1979 ·
1980 ·
1981 ·
1982 ·
1983 ·
1984 ·
1985 ·
1986 ·
1987 ·
1988 ·
1989 ·
1990 ·
1991 ·
1992 ·
1993 ·
1994 ·
1995 ·
1996 ·
1997 ·
1998 ·
1999 ·
2000 ·
2001 ·
2002 ·
2003 ·
2004 ·
2005 ·
2006 ·
2007 ·
2008 ·
2009 ·
2010 ·
2011 ·
2012 ·
2013 ·
2014 ·
2015 ·
2016 ·
2017 ·
2018 ·
2019 ·
2020